# Aleksej Granovskij
Aleksej Granovskij (russisk: Алексей Михайлович Грановский) (født 11. september 1890 i Moskva i det Russiske Kejserrige, død 22. juni 1917 i Paris i Frankrig) var en sovjetisk filminstruktør.

## Filmografi
- Jødisk lykke (Еврейское счастье, 1925)[1][2]
- Moskva nætter (Московские ночи, 1934)